# William Mintzer
William Mintzer est un brigadier-général durant la guerre de sécession. Il est né dans le comté de Chester  le 7 juin 1837 et mort le 31 mars 1916 en Ohio.

## Biographie
William Mintzer était membre d'une fratrie de neuf enfants. Il apprend le métier de machiniste à dix-neuf ans et passe quatre ans en tant que machiniste. Lorsque l'attaque du fort Sumter par les Confédérés eut lieu, il rejoint le 53rd Pennsylvania Infantry Regiment (en) en tant que volontaire. Contrairement à beaucoup d'autres soldats, il survécut jusqu'à la fin des hostilités. Il se maria en 1863 avec Amélia Weand avec qui il eut quatre enfants. Après la guerre, ce brigadier-général travailla dans l'industrie du charbon avec la compagnie  Berwind-White Coal Mining Company (en).

## Haut faits militaire
Son régiment d'infanterie (le 53e) a beaucoup aidé à la prise de wagons ennemis à Deep Creek.

## Batailles combattues
- Bataille à la station de Savage, en Virginie
- Bataille à Fair Oaks, en Virginie, le 31 mai 1862
- Bataille à Fair Oaks, en Virginie, le 1er juin 1862
- Bataille à Antietam, Maryland, le 17 septembre 1862
- Bataille le 10 décembre 1862
- Bataille à Fredericksburg, en Virginie, le 13 décembre 1862
- Bataille à Fredericksburg, en Virginie, le 14 décembre 1862
- Bataille à Gettysburg, en Pennsylvanie, le 2 juillet 1863
- Bataille à Gettysburg, en Pennsylvanie, le 3 juillet 1863
- Bataille le 14 octobre 1863
- Bataille le 21 octobre 1863
- Bataille le 26 octobre 1863
- Bataille le 28 novembre 1863
- Bataille le 25 mars 1864
- Bataille le 03 mai 1864
- Bataille à Wilderness, en Virginie, le 5 mai 1864
- Bataille à Wilderness, en Virginie, le 8 mai 1864
- Bataille à Spotsylvania Court House, Virginie, le 10 mai 1864
- Bataille à Spotsylvania Court House, en Virginie, le 12 mai 1864
- Bataille à Spotsylvania Court House, Virginie le 18 mai 1864
- Bataille à Cold Harbor, en Virginie, le 3 juin 1864
- Bataille le 04 juin 1864
- Bataille le 05 juin 1864
- Bataille le 6 juin 1864
- Bataille le 07 juin 1864
- Bataille le 10 juin 1864
- Bataille à Petersburg, Virginie le 16 juin 1864
- Bataille à Petersburg, en Virginie, le 17 juin 1864
- Bataille à Petersburg, en Virginie, le 18 juin 1864
- Bataille à Petersburg, Virginie le 22 juin 1864
- Bataille le 24 juin 1864
- Bataille le 27 juin 1864
- Bataille le 17 juillet 1864
- Bataille le 14 août 1864
- Bataille à Deep Bottom Run, Virginie, le 15 août 1864
- Bataille le 16 août 1864
- Bataille à la gare de Reams, en Virginie, le 25 août 1864
- Bataille le 28 août 1864
- Bataille le 13 septembre 1864
- Bataille le 16 octobre 1864
- Bataille le 27 octobre 1864
- Bataille à Petersburg, en Virginie, le 28 octobre 1864
- Bataille le 29 octobre 1864
- Bataille le 04 Novembre 1864
- Bataille le 28 novembre 1864
- Bataille le 20 janvier 1865
- Bataille le 24 février 1865
- Bataille le 25 mars 1865
- Bataille le 28 mars 1865
- Bataille à Hatcher's Run, en Virginie, le 31 mars 1865
- Bataille le 1er avril 1865
- Bataille le 02 avril 1865
- Bataille le 04 avril 1865
- Bataille le 07 avril 1865[3]